# Tides from Nebula
Tides from Nebula ist eine polnische Post-Rock-Band aus Warschau. Die Band steht bei Long Branch Records unter Vertrag und hat bislang vier Studioalben veröffentlicht.

## Geschichte
Die Band wurde Anfang 2008 gegründet und begann sofort, eigene Musik zu schreiben. Im März 2009 erschien das Debütalbum Aura, welches von der Presse positiv aufgenommen wurde. Das polnische Magazin Przekrój zählte die Band zu den zehn besten polnischen Newcomern sowie Aura zu den zehn besten Alben polnischer Bands des Jahres 2009. In der Folgezeit spielten die Musiker zahlreiche Konzerte im Vorprogramm von Bands wie Oceansize, Ulver und God Is an Astronaut und gewannen die zwei wichtigsten Bandwettbewerbe für junge Bands in Polen.
Anfang 2010 zogen sich die Musiker in eine abgelegene polnische Bergregion zurück, um an ihrem zweiten Studioalbum zu arbeiten. Earthshine wurde vom Komponisten Zbigniew Preisner produziert und erschien im Mai 2011. Tides from Nebula spielten zunächst eine eigene Headlinertournee durch Europa, ehe sie eine weitere Tournee im Vorprogramm ihrer Landsleute Riverside spielten. Im Jahre 2013 unterschrieben Tides from Nebula einen Vertrag bei Long Branch Records, die im Oktober 2013 das dritte Album Eternal Movement veröffentlichten. Das Album erreichte Platz 33 der polnischen Albumcharts. Am 6. Mai 2016 erschien das vierte Album Safehaven.

## Diskografie

### Alben
- 2009: Aura
- 2011: Earthshine
- 2013: Eternal Movement
- 2016: Safehaven
- 2019: From Voodoo to Zen
- 2020: Live Sessions 2020
- 2024: Instant Rewards

### Singles
- 2012: Hollow Lights